# 1973–1974-es kupagyőztesek Európa-kupája
A KEK 1973–1974-es szezonja volt a kupa 14. kiírása. A győztes az 1. FC Magdeburg lett, miután a döntőben 2–0-ra legyőzte az AC Milan együttesét.

## Első forduló
| 1. csapat               | Össz.     | 2. csapat                | 1. mérk. | 2. mérk. |
| ----------------------- | --------- | ------------------------ | -------- | -------- |
| Vasas                   | 0–3       | Sunderland AFC           | 0–2      | 0–1      |
| Cardiff City FC         | 1–2       | Sporting CP              | 0–0      | 1–2      |
| RSC Anderlecht          | 3–3 (ig.) | FC Zürich                | 3–2      | 0–1      |
| Pezoporikosz Larnaka FC | 0–11      | Malmö FF                 | 0–0      | 0–11     |
| Baník Ostrava           | 3–1       | Cork Hibernians          | 1–0      | 2–1      |
| NAC Breda               | 0–2       | 1. FC Magdeburg          | 0–0      | 0–2      |
| PFK Beroe Sztara Zagora | 11–1      | CS Fola Esch             | 7–0      | 4–1      |
| FK Torpedo Moszkva      | 0–2       | Athletic Club            | 0–0      | 0–2      |
| AC Milan                | 4–1       | NK Dinamo Zagreb         | 3–1      | 1–0      |
| Randers FC              | 1–2       | SK Rapid Wien            | 0–0      | 1–2      |
| Lahden Reipas           | 0–2       | Olympique Lyonnais       | 0–0      | 0–2      |
| KP Legia Warszawa       | 1–2       | PAOK FC                  | 1–1      | 0–1      |
| Gzira United            | 0–9       | SK Brann                 | 0–2      | 0–7      |
| Chimia Râmnicu Vâlcea   | 2–4       | Glentoran FC             | 2–2      | 0–2      |
| ÍB Vestmannaeyja        | 1–16      | Borussia Mönchengladbach | 0–7      | 1–9      |
| Ankaragücü              | 0–6       | Rangers FC               | 0–2      | 0–4      |

## Második forduló
| 1. csapat                | Össz.     | 2. csapat       | 1. mérk. | 2. mérk. |
| ------------------------ | --------- | --------------- | -------- | -------- |
| Sunderland AFC           | 2–3       | Sporting CP     | 2–1      | 0–2      |
| FC Zürich                | 1–1 (ig.) | Malmö FF        | 0–0      | 1–1      |
| Baník Ostrava            | 2–3       | 1. FC Magdeburg | 2–0      | 0–3      |
| PFK Beroe Sztara Zagora  | 3–1       | Athletic Club   | 3–0      | 0–1      |
| AC Milan                 | 2–0       | SK Rapid Wien   | 0–0      | 2–0      |
| Olympique Lyonnais       | 3–7       | PAOK FC         | 3–3      | 0–4      |
| SK Brann                 | 2–4       | Glentoran FC    | 1–1      | 1–3      |
| Borussia Mönchengladbach | 5–3       | Rangers FC      | 3–0      | 2–3      |

## Negyeddöntő
| 1. csapat       | Össz. | 2. csapat                | 1. mérk. | 2. mérk. |
| --------------- | ----- | ------------------------ | -------- | -------- |
| Sporting CP     | 4–1   | FC Zürich                | 3–0      | 1–1      |
| 1. FC Magdeburg | 3–1   | PFK Beroe Sztara Zagora  | 2–0      | 1–1      |
| AC Milan        | 5–2   | PAOK FC                  | 3–0      | 2–2      |
| Glentoran FC    | 0–7   | Borussia Mönchengladbach | 0–2      | 0–5      |

## Elődöntő
| 1. csapat   | Össz. | 2. csapat                | 1. mérk. | 2. mérk. |
| ----------- | ----- | ------------------------ | -------- | -------- |
| Sporting CP | 2–3   | 1. FC Magdeburg          | 1–1      | 1–2      |
| AC Milan    | 2–1   | Borussia Mönchengladbach | 2–0      | 0–1      |

## Döntő
| 1974. május 8. 20:00 |

| 1. FC Magdeburg              | 2–0   | AC Milan |
| ---------------------------- | ----- | -------- |
| Lanzi 43' (öngól) Seguin 74' | (1–0) |          |

| Feijenoord Stadion, Rotterdam Nézőszám: 4641 Játékvezető: Arie van Gemert (holland) |

| Az 1973–1974-es kupagyőztesek Európa-kupája győztese |
| ---------------------------------------------------- |
| 1. FC Magdeburg 1. cím                               |

## Lásd még
- 1973–1974-es bajnokcsapatok Európa-kupája
- 1973–1974-es UEFA-kupa